# Aviation royale canadienne
Vous lisez un « bon article » labellisé en 2011.  Il fait partie d'un « bon thème ».
Pour les articles homonymes, voir ARC et Air Force.
L'Aviation royale canadienne ou ARC (en anglais : Royal Canadian Air Force ou RCAF), anciennement connue sous le nom de Commandement aérien des Forces canadiennes, est la branche aérienne des Forces armées canadiennes de Sa Majesté. Elle est responsable des opérations aériennes qui se déroulent au Canada et à l'étranger. Les unités opérationnelles de l'ARC font partie de la 1re Division aérienne du Canada qui se divise en treize escadres réparties sur l'ensemble du territoire canadien. L'ARC est responsable de la région canadienne du Commandement de la défense aérospatiale de l'Amérique du Nord (NORAD).
La Force aérienne du Canada a été créée en 1920. Elle devint officiellement l'Aviation royale du Canada en 1924. Avant 1920, des Canadiens servaient avec le Royal Flying Corps et le Royal Naval Air Service britanniques. Le Corps d'aviation canadien fut la première tentative de créer une force aérienne au Canada en 1914, mais il cessa d'exister en 1915. L’Aviation royale canadienne fut unifiée avec la Marine royale canadienne et l'Armée de terre canadienne sous une structure unifiée, les Forces canadiennes, en 1968. À ce moment, les éléments aériens furent placés sous différents commandements, avant d'être regroupés sous le Commandement aérien des Forces canadiennes1 en 1975. En 2011, ce dernier fut renommé en Aviation royale canadienne.

## Rôle
L’Aviation royale canadienne est responsable des opérations de tous les aéronefs des Forces armées canadiennes et possède plusieurs mandats. C'est un outil essentiel à la défense de la souveraineté canadienne et à la protection de son espace aérien. Au Canada, elle effectue des opérations de recherche et sauvetage, d'interception d'aéronefs et de navires transporteurs de drogues illicites ainsi que de soutien aux sinistrés en cas de catastrophes naturelles. De plus, elle aide l'Armée canadienne et la Marine royale canadienne en fournissant le support aérien nécessaire à l'accomplissement de leurs missions. L'ARC joue aussi un rôle important dans la défense de l'espace aérien de l'Amérique du Nord avec les États-Unis sous le Commandement de la défense aérospatiale de l'Amérique du Nord (NORAD).

## Structure
Le commandant de l’Aviation royale canadienne est le chef d'état-major de la Force aérienne. Son quartier général est localisé avec les quartiers généraux de la Défense nationale à Ottawa en Ontario. L'ARC comprend en 2011 un effectif total d'environ 19 600 employés dont 14 500 réguliers, 2 600 réservistes et 2 500 fonctionnaires civils.
L’Aviation royale canadienne comporte trois divisions. La 1re Division aérienne du Canada est celle opérationnelle tandis que la 2e Division est celle responsable de la doctrine et de l'entraînement,. En fait, la 1re Division est responsable de toutes les opérations de la force aérienne au Canada et à l'étranger et est commandée par le major-général J.J.P. St-Amand. Ses quartiers généraux sont situés à Winnipeg au Manitoba. Elle comprend quinze escadres réparties sur l'ensemble du territoire du Canada.

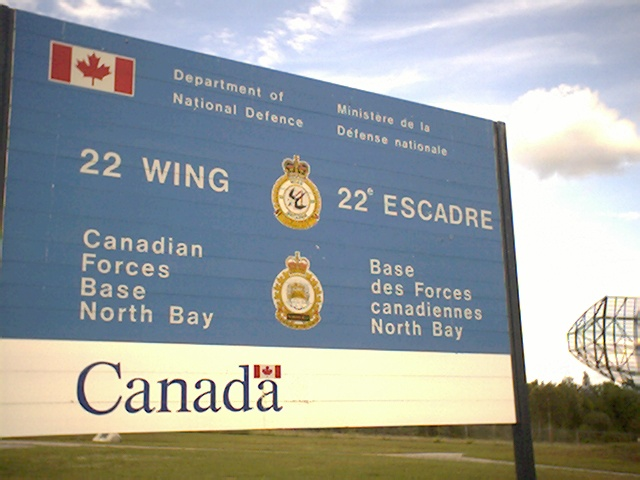
Entrée de la 22e Escadre North Bay

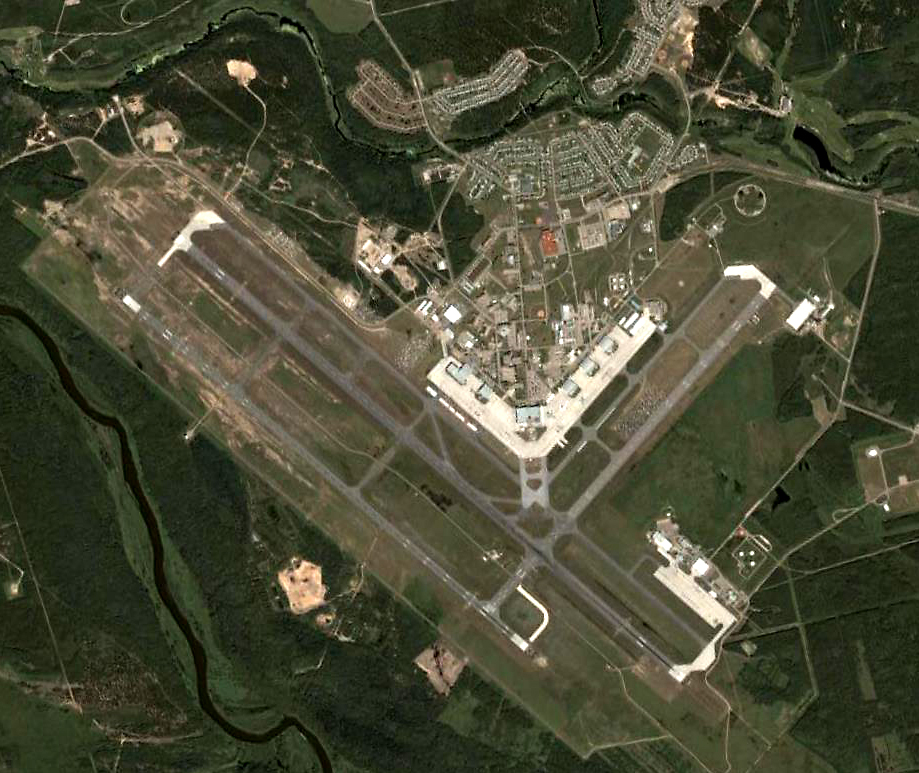
Vue aérienne de la 4e Escadre Cold Lake

| Escadre                | Province                |
| ---------------------- | ----------------------- |
| 1re Escadre Kingston   | Ontario                 |
| 2e Escadre Bagotville  | Québec                  |
| 3e Escadre Bagotville  | Québec                  |
| 4e Escadre Cold Lake   | Alberta                 |
| 5e Escadre Goose Bay   | Terre-Neuve-et-Labrador |
| 8e Escadre Trenton     | Ontario                 |
| 9e Escadre Gander      | Terre-Neuve-et-Labrador |
| 12e Escadre Shearwater | Nouvelle-Écosse         |
| 14e Escadre Greenwood  | Nouvelle-Écosse         |
| 15e Escadre Moose Jaw  | Saskatchewan            |
| 16e Escadre Borden     | Ontario                 |
| 17e Escadre Winnipeg   | Manitoba                |
| 19e Escadre Comox      | Colombie-Britannique    |
| 22e Escadre North Bay  | Ontario                 |

## Aéronefs
Les appareils en service en 2025 sont les suivants :
| Aéronefs                              | Origine          | Type                                                                            | En service      | Versions                                                                              | Année d'acquisition                                                     |
| Avion de chasse                       | Avion de chasse  | Avion de chasse                                                                 | Avion de chasse | Avion de chasse                                                                       | Avion de chasse                                                         |
| ------------------------------------- | ---------------- | ------------------------------------------------------------------------------- | --------------- | ------------------------------------------------------------------------------------- | ----------------------------------------------------------------------- |
| McDonnell Douglas CF-18 Hornet        | États-Unis       | Avion de combat multirôle                                                       | 85              | CF-18A CF-18B                                                                         | 1982 à 1988                                                             |
| McDonnell Douglas F/A-18 Hornet       | États-Unis       | Avion de combat multirôle                                                       | 7               | F/A-18A F/A-18B                                                                       | 2021                                                                    |
| Lockheed Martin F-35 Lightning II     | États-Unis       | Avion de combat multirôle                                                       | 0+88            | CF-35A                                                                                | 2026                                                                    |
| Avion de transport                    |                  |                                                                                 |                 |                                                                                       |                                                                         |
| Lockheed CC-130 Hercules              | États-Unis       | Avion de ravitaillement en vol et de recherches-sauvetages                      | 12              | CC-130H                                                                               | 1960 à 1996                                                             |
| Lockheed CC-130J Super Hercules       | États-Unis       | Avion de transport tactique                                                     | 17              | CC-130J                                                                               | 2010 à 2012                                                             |
| De Havilland Canada CC-138 Twin Otter | Canada           | Avion de transport léger, de liaisons, et de recherches-sauvetages              | 4               | DHC-6 Series 300                                                                      | 1970                                                                    |
| Bombardier CC-144 Challenger          | Canada           | Avion de transport de personnalités et de liaisons                              | 4               | CL-604 CL-650                                                                         | 2002 et 2020                                                            |
| Boeing CC-177 Globemaster             | États-Unis       | Avion de transport stratégique                                                  | 5               | Boeing C-17A ER                                                                       | 2007 à 2008 et 2015                                                     |
| Airbus CC-295 Kingfisher              | Espagne          | Avion de recherches-sauvetages                                                  | 0+16            |                                                                                       | 2019 à 2024                                                             |
| Avion ravitailleur                    |                  |                                                                                 |                 |                                                                                       |                                                                         |
| Airbus CC-150 Polaris                 | Union européenne | Avion de transport de personnels et de ravitaillement en vol                    | 3               | Airbus CC-150, Airbus CC-150T                                                         | 1992 et 1993                                                            |
| Airbus CC-330 Husky                   | Union européenne | Avion de transport stratégique et de ravitaillement en vol                      | 2+7             | Airbus A330 MRTT                                                                      | commande de 4 Airbus A330 MRTT, conversion de cinq A330-200 d'occasion. |
| Avion de patrouille maritime          |                  |                                                                                 |                 |                                                                                       |                                                                         |
| Lockheed CP-140 Aurora                | États-Unis       | Avion de patrouille maritime                                                    | 14              | Lockheed P-3 Orion modifiés et doté de l'électronique embarqué du Lockheed S-3 Viking | 1980                                                                    |
| Boeing P-8 Poseidon                   | États-Unis       | Avion de patrouille maritime                                                    | 0+14            |                                                                                       | 2026                                                                    |
| Avion d'entraînement                  |                  |                                                                                 |                 |                                                                                       |                                                                         |
| Canadair CT-114 Tutor                 | Canada           | Avion de voltige aérienne et de présentations officielles                       | 24              | Équipe de démonstration aérienne des Snowbirds                                        | 1963                                                                    |
| De Havilland Canada CT-142 Dash       | Canada           | Avion d’entraînement à la radionavigation                                       | 4               | DHC-8-102                                                                             | 1987 et 1989 à 1990                                                     |
| Beechcraft CT-145/C-90B King Air      | États-Unis       | Avion d’entraînement multimoteurs                                               | 7               | C90B                                                                                  | 1992 (location)                                                         |
| Beechcraft CT-156 Harvard II          | États-Unis       | Avion d’entraînement basique et intermédiaire                                   | 22              |                                                                                       | 2000 (location)                                                         |
| Grob G 120A                           | Allemagne        | Avion d’entraînement basique                                                    | 14              |                                                                                       | 2006 à 2008                                                             |
| Hélicoptère                           |                  |                                                                                 |                 |                                                                                       |                                                                         |
| Bell CH-139 Jet Ranger                | États-Unis       | Hélicoptère d’entraînement                                                      | 13              | Bell 206B-3                                                                           | 1981                                                                    |
| Bell CH-146 Griffon                   | Canada           | Hélicoptère d’entraînement, de transport, d’assaut, et de recherches-sauvetages | 81              |                                                                                       | 1995                                                                    |
| Boeing-Vertol CH-147F Chinook         | États-Unis       | Hélicoptère de transport et d’assaut                                            | 13              | Boeing CH-47F                                                                         | 2013-2017                                                               |
| Sikorsky CH-148 Cyclone               | États-Unis       | Hélicoptère de lutte anti-sous-marine                                           | 25              |                                                                                       | 2015                                                                    |
| Agusta-Westland CH-149 Cormorant      | Italie           | Hélicoptère de recherches et de sauvetage                                       | 13              |                                                                                       | 2001 à 2003                                                             |

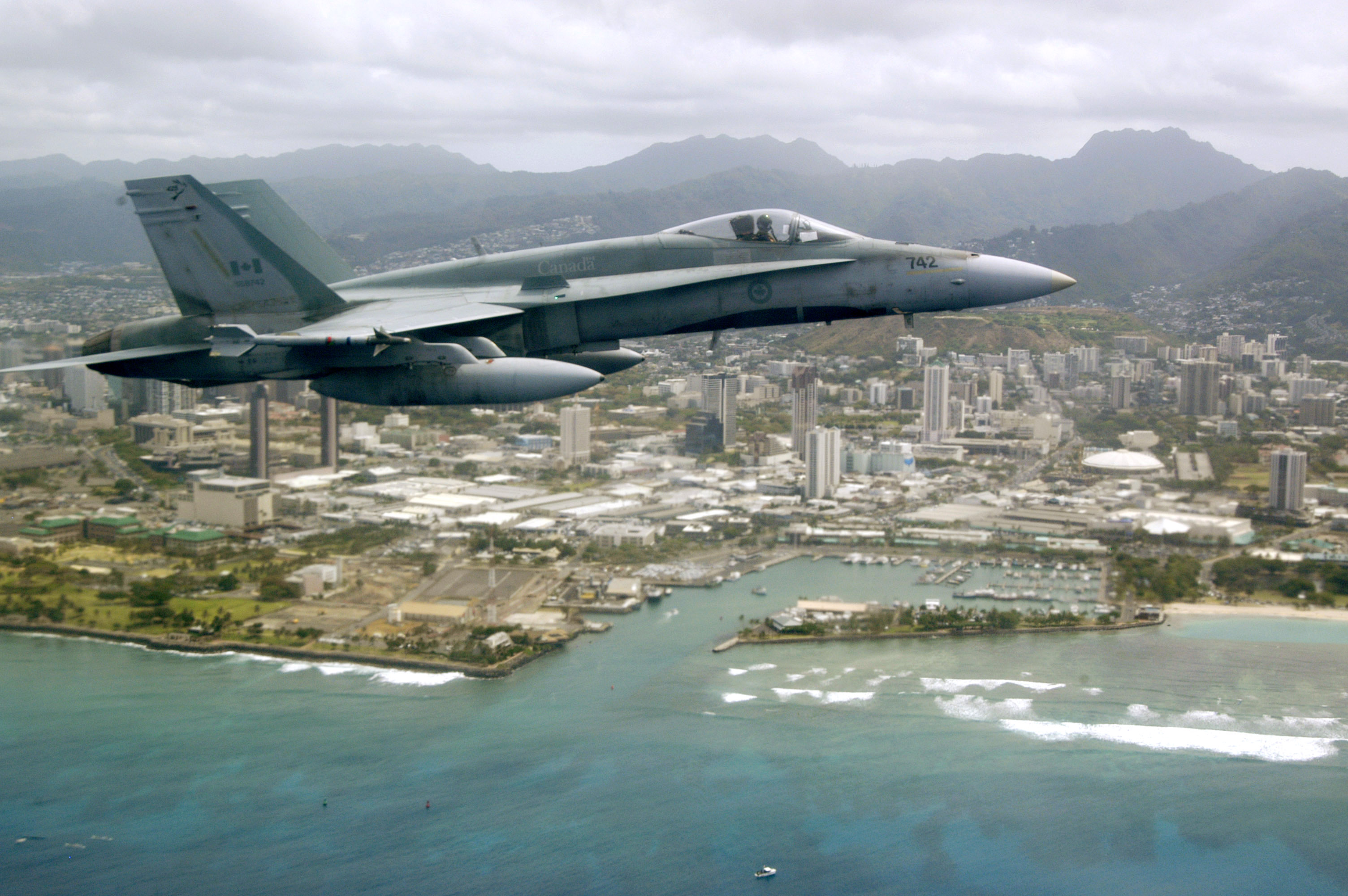
CF-188 Hornet
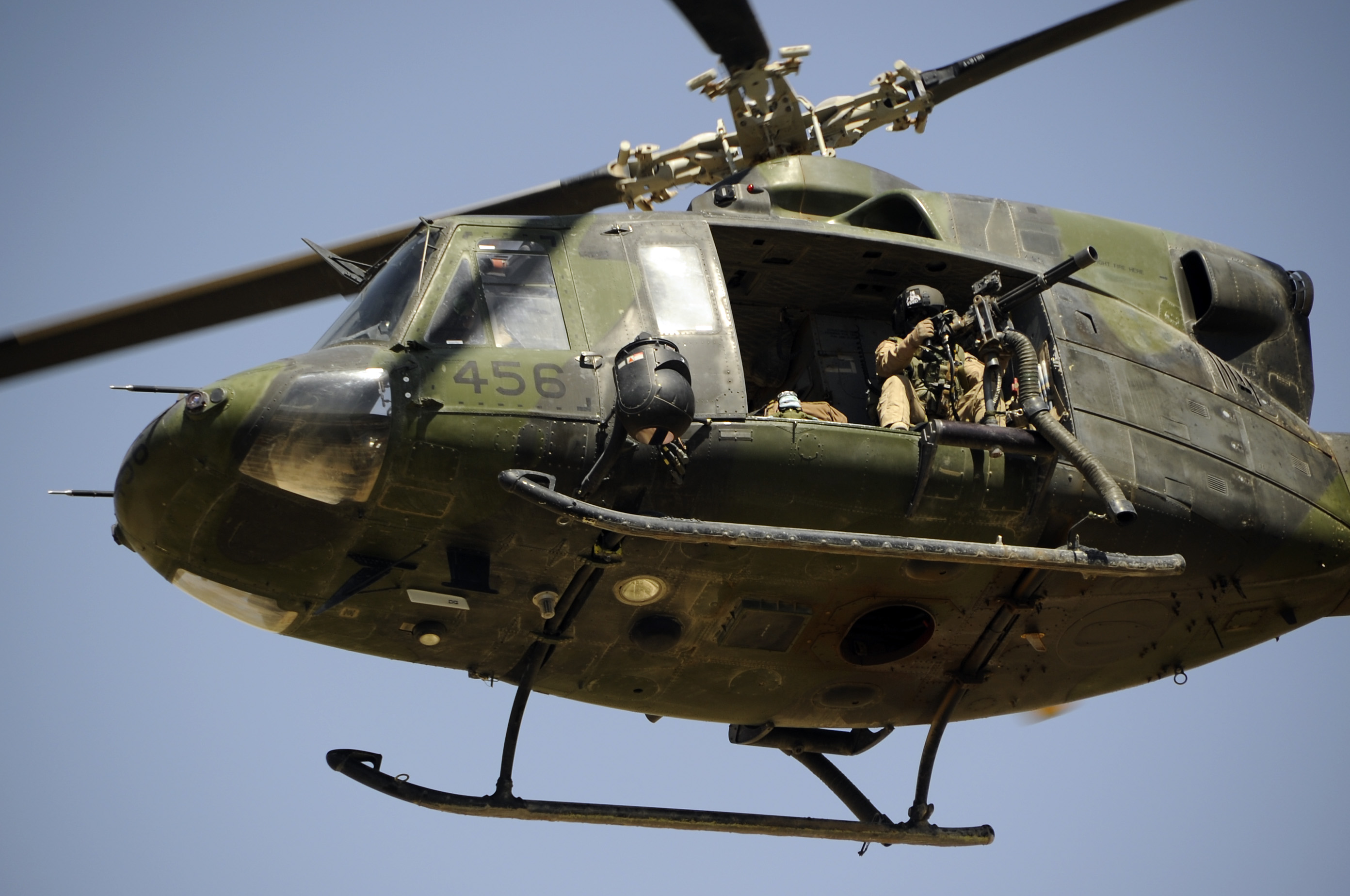
CH-146 Griffon
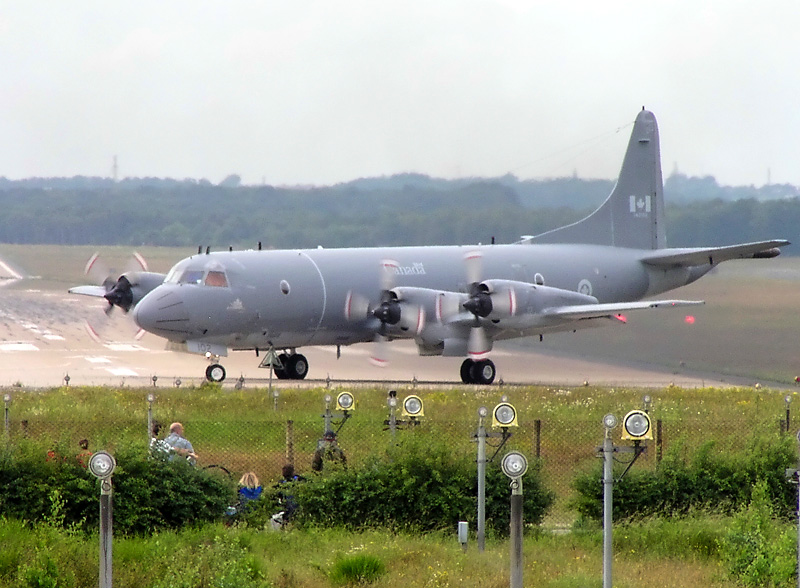
CP-140 Aurora
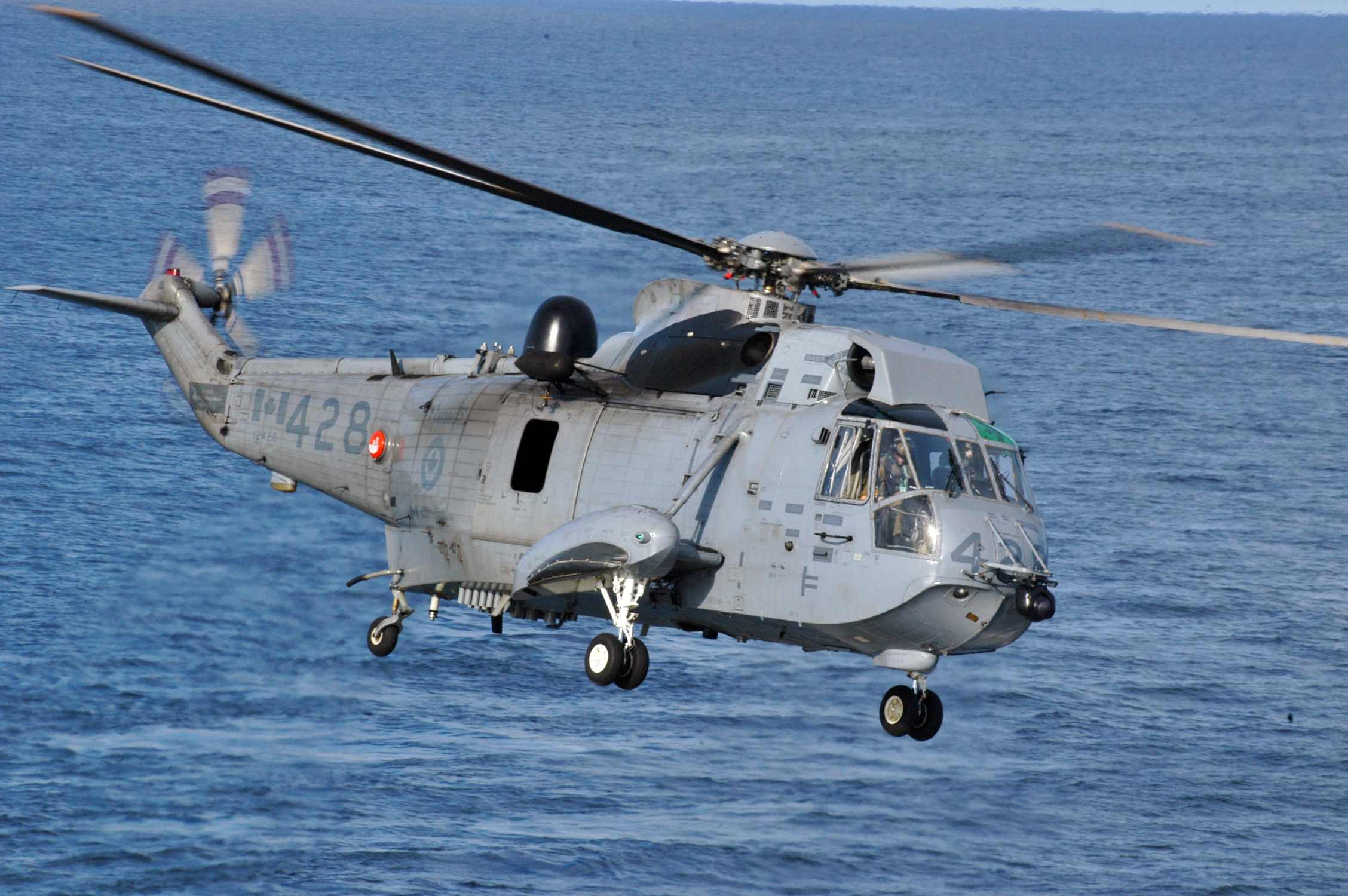
CH-124 Sea King
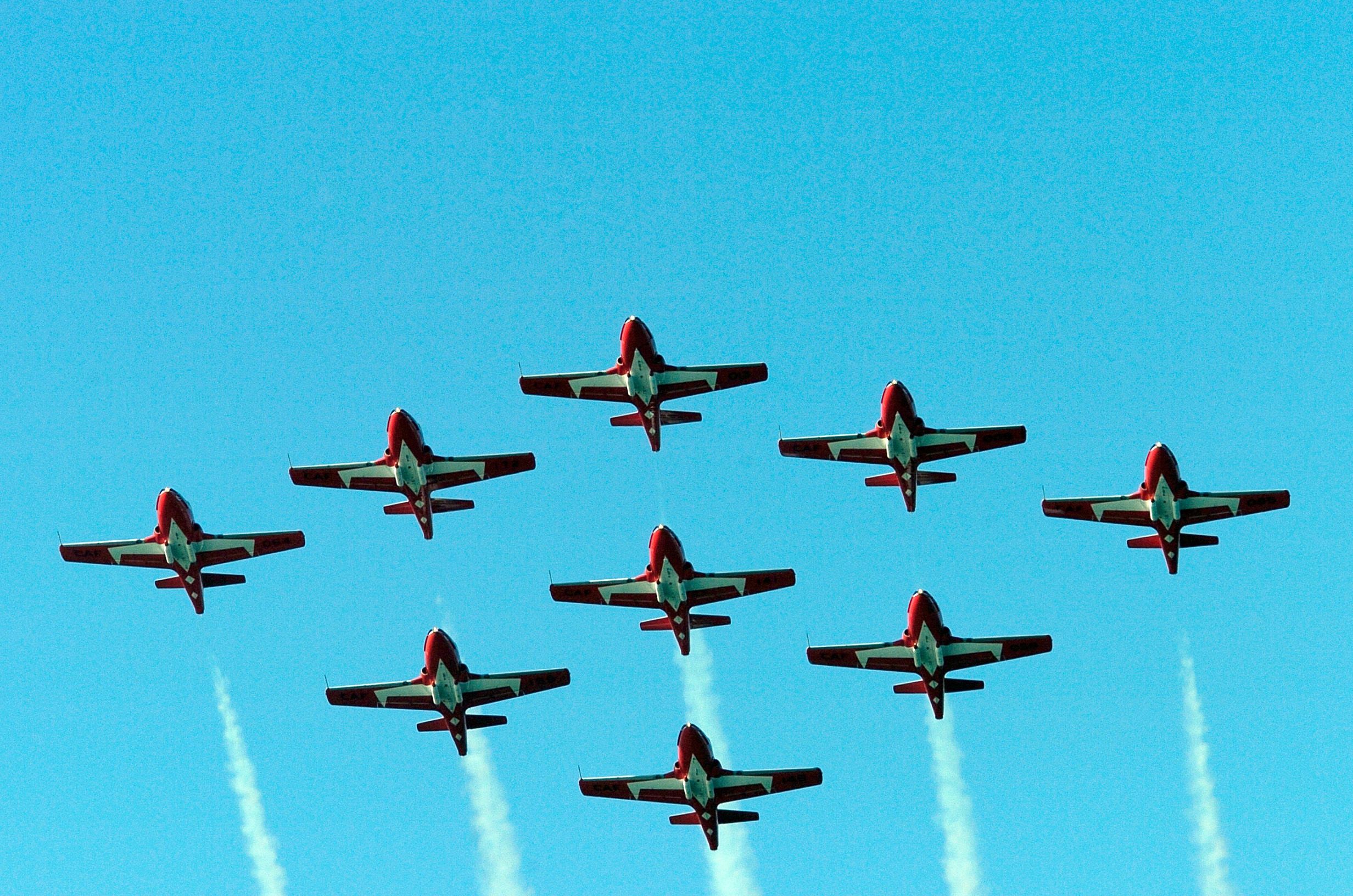
"Snowbirds" volant sur Canadair CL-41 Tutor

## Histoire

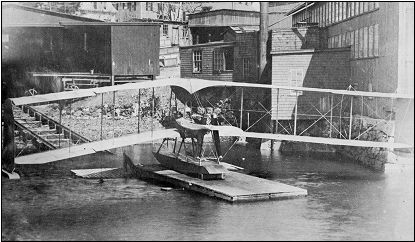
L'hydravion Burgess-Dunne, premier aéronef militaire canadien

La première tentative de créer une force aérienne militaire au Canada a été réalisée le 16 septembre 1914 avec la création du Corps d'aviation canadien (CAC) et l'acquisition d'un hydravion Burgess-Dunne (en) alors que Sam Hughes était le ministre de la Milice et de la Défense. L'hydravion arriva au Canada le 29 septembre et fut envoyé en Europe le jour suivant. Le corps ne fut composé que de deux officiers et d'un mécanicien, et démantelé en 1915. De plus, le Burgess-Dunne n'effectua jamais de mission de vol.
Au cours de la Première Guerre mondiale, plusieurs aviateurs canadiens servirent au sein du Royal Flying Corps et du Royal Naval Air Service des forces aériennes britanniques. D'ailleurs, le recrutement de Canadiens au sein de ces corps était encouragé. Par exemple, en 1918, le Royal Flying Corps recruta un total de 16 663 Canadiens. De plus, plusieurs aviateurs canadiens se distinguèrent au sein des forces britanniques en recevant plus de 800 décorations dont trois croix de Victoria, la plus haute distinction des forces du Commonwealth, reçues par le major William (Billy) Bishop, le sous-lieutenant Alan McLeod et le major William Barker. Le 5 août 1918, le ministère de l'Air du Royaume-Uni annonça la création de deux escadrons de la Royal Air Force (RAF) dirigés exclusivement par des Canadiens. Ceux-ci furent mobilisés par le gouvernement canadien dix semaines plus tard à la station RAF Upper Heyford (en) au Royaume-Uni. Par la suite, ces deux escadrons furent regroupés sous une escadre canadienne au sein de la RAF. En septembre 1918, la Marine royale canadienne créa le Service aéronaval de la Marine royale du Canada dont le rôle principal était la lutte anti-sous-marine. Au total, 22 812 Canadiens servirent avec les forces aériennes britanniques en temps de guerre et 1 563 y moururent.

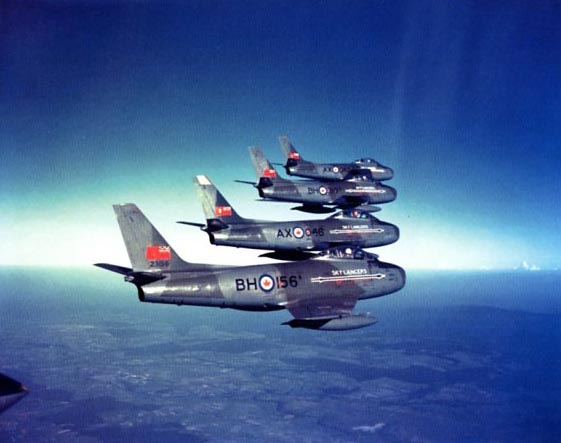
Canadair F-86 Sabre, chasseur de conception américaine, utilisé par la patrouille acrobatique Sky Lancers basé sur la base aérienne Grostenquin en France.

La Force aérienne du Canada (FAC) fut créée en 1920 avec le rapatriement des effectifs des deux escadrons canadiens au Royaume-Uni qui ont été dissous. La FAC comprenait un effectif provisoire de 1 340 officiers et 3 905 aviateurs et faisait partie de la Commission de l'Air civile. En mars 1923, la FAC devint l’Aviation royale du Canada. Le service régulier de l'ARC, l'Aviation active permanente, fut créé le 1er avril 1924 et comprenait 66 officiers et 194 militaires du rang. Cette date est considérée comme celle de la naissance de la Force aérienne du Canada.
Jusqu'à la Seconde Guerre mondiale, l'ARC servit exclusivement des intérêts civils comme la lutte contre la contrebande et la photographie aérienne de vastes territoires inexplorés. Le Canada entra en guerre le 3 septembre 1939 alors que l'ARC comprenait 4 061 militaires et 270 aéronefs dont le tiers étaient hors d'usage. Néanmoins, l'ARC servit dans diverses opérations en Europe et, à la fin de la guerre, était la quatrième force aérienne au monde en importance avec un effectif maximal de 211 151 militaires atteint le 31 janvier 1945. 79 aviateurs de la RCAF tués en 1944 en Normandie reposent au cimetière militaire canadien de Bretteville-sur-Laize, Calvados. De plus, de 1940 à 1945, le Canada était le terrain d'entraînement pour le Programme d'entraînement aérien du Commonwealth britannique (PEACB) dans le cadre duquel plus de 130 000 aviateurs de plusieurs pays se sont entraînés. De 1950 à 1953, 22 pilotes canadiens participèrent à des missions de vol avec des escadrons américains en Corée avec le F-86 Sabre sans compter le transport de personnel et de fret vers la Corée.

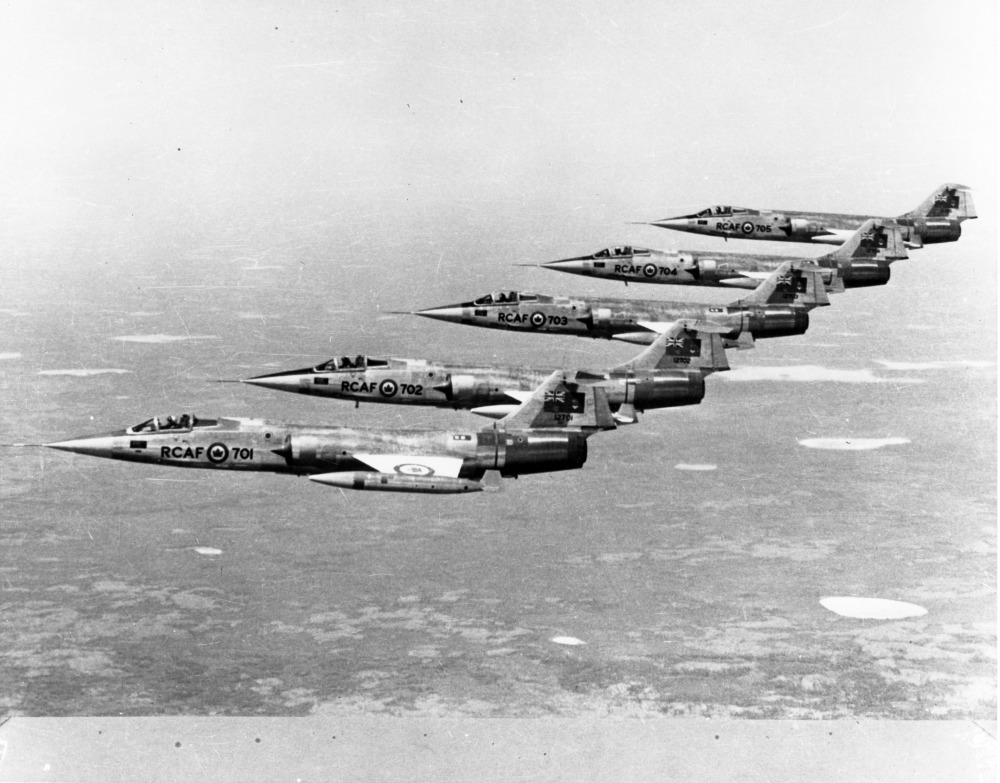
Les cinq premiers Canadair CF-104 Starfighter construits en 1961 en formation, un total de 200 seront mis en service entre 1962 et 1986. Tous sont construits à l'usine de Cartierville de Canadair sauf le 702 construit à l'Air Force Plant 42 Palmdale.

Le 1er février 1968, l’Aviation royale canadienne fut unifiée avec la Marine royale canadienne, l'Armée canadienne sous une même structure pour former les Forces canadiennes. À ce moment, les aviateurs adoptèrent l'uniforme vert et les grades de l'armée de terre. De plus, les éléments aériens furent placés sous différents commandements. Le Commandement de la défense aérienne des Forces canadiennes (en) comprenait principalement les CF-101 Voodoo et les réseaux de radar. De son côté, le Commandement du transport aérien des Forces canadiennes (en) était responsable du transport aérien et le ravitaillement avec le CC-137 Husky dont la charge principale était de transporter les troupes du Commandement mobile vers et à partir des zones de combat en Europe. Les hélicoptères tactiques et le CF-104 Starfighter furent placés sous le Commandement mobile. De plus, le Commandement maritime avait la responsabilité des aéronefs qui supportaient les navires de la Marine royale canadienne tels que le CH-124 Sea King, le CP-107 Argus et le CP-121 Tracker. Le 2 septembre 1975, tous les aéronefs furent regroupés sous le Commandement aérien qui venait d'être créé.
Plusieurs bases aériennes furent fermées durant les trois dernières décennies du XXe siècle à la suite de remaniements des aéronefs. Par exemple, au début des années 1970, le CP-107 Argus et le CP-121 Tracker furent remplacés par le CP-140 Aurora et sa variante le CP-140A Arcturus. De plus, les CF-104 Starfighter et les CF-101 Voodoo furent graduellement abandonnés alors que des CF-188 Hornet étaient acquis au milieu des années 1980 entraînant la fermeture des bases qui leur étaient exclusivement dédiées. En 1985, la Force aérienne réadopta son uniforme bleu pâle, mais conserva la structure des grades de l'armée de terre. Le 16 août 2011, le Commandement aérien réadopta le nom d’Aviation royale canadienne.

## Symboles, drapeau et identification

Marque d'identification utilisée de 1924 à 1946 (la même que la Royal Air Force)
Marque d'identification utilisée de 1946 à 1965
Marque d'identification utilisée depuis 1965
Drapeau utilisé de 1921 à 1940 (le même que la Royal Air Force)
Drapeau utilisé de 1940 à 1965
Insigne de l'ARC de 1975 à 2013

La marque d'identification des aéronefs de l'Aviation royale du Canada est basée sur celle de la Royal Air Force (RAF) britannique, mais comporte une feuille d'érable rouge au lieu du cercle rouge central. Avant 1946, la marque d'identification britannique était utilisée par l'ARC. De son côté, le drapeau de l'ARC est également basé sur celui de la RAF. Il comprend, dans le canton supérieur, le drapeau du Canada et, au centre, la marque d'identification des aéronefs de l'ARC. Jusqu'en 1965, le drapeau de l'ARC comportait le drapeau du Royaume-Uni au canton. Avant 1940, le drapeau de la RAF était utilisé par l'ARC.
L'insigne de l'Aviation royale canadienne comprend la couronne de saint Édouard, un aigle volant et une inscription comportant la devise de l'ARC Sic itur ad astra, latin pour « Telle est la voie vers les astres. » Elle fut adoptée en 2013 et ressemble davantage à l'insigne de l'Aviation royale canadienne d'avant l'unification des Forces canadiennes en 1968 tout en conservant le cadre des insignes de commandement modernes des Forces armées canadiennes.
Le tartan de l'Aviation royale canadienne est basé sur celui des Anderson et fut enregistré en 1942. Ainsi, l'ARC fut la première force aérienne du monde à avoir son propre tartan. Il est utilisé par le pipe band de l'ARC.

## Grades
| Insigne     | insigne commandant en chef, Canada Air Force |  |  |  |  |  |  |
| Titre       | Commandant en chef ou Commandante en chef    |  |  |  |  |  |  |
| Abréviation | C-en-C                                       |  |  |  |  |  |  |
|             |                                              |  |  |  |  |  |  |
|             |                                              |  |  |  |  |  |  |

| Code de l'OTAN | Cadet                             | OF-1                                | OF-1                         | OF-2                        | OF-3                    | OF-4                                        | OF-5                      | OF-6                                                                      | OF-7                                                              | OF-8                                                                        | OF-9                                                  | OF-10            |  |
| -------------- | --------------------------------- | ----------------------------------- | ---------------------------- | --------------------------- | ----------------------- | ------------------------------------------- | ------------------------- | ------------------------------------------------------------------------- | ----------------------------------------------------------------- | --------------------------------------------------------------------------- | ----------------------------------------------------- | ---------------- |  |
| Insigne        | Canada Air Force, Elève-officier  | Canada Air Force, Sous-Lieutenant   | Canada Air Force, Lieutenant | Canada Air Force, Capitaine | Canada Air Force, Major | Canada Air Force, Lieutenant-Colonel        | Canada Air Force, Colonel | Canada Air Force, Brigadier général · Canada Air Force, Brigadier général | Canada Air Force, Major général · Canada Air Force, Major général | Canada Air Force, Lieutenant général · Canada Air Force, Lieutenant général | Canada Air Force, Général · Canada Air Force, Général | Sans équivalence |  |
| Titre          | Élève-officier ou Élève officière | Sous-lieutenant ou Sous-Lieutenante | Lieutenant ou Lieutenante    | Capitaine                   | Major ou Majore         | Lieutenant-colonel ou Lieutenante-colonelle | Colonel ou Colonelle      | Brigadier-général ou Brigadière-générale                                  | Major-général ou Majore-générale                                  | Lieutenant-général ou Lieutenante-générale                                  | Général ou Générale                                   |                  |  |
| Abreviation    | élof                              | slt                                 | lt                           | capt                        | maj                     | lcol                                        | col                       | bgen                                                                      | mgen                                                              | lgen                                                                        | gen                                                   |                  |  |
|                |                                   |                                     |                              |                             |                         |                                             |                           |                                                                           |                                                                   |                                                                             |                                                       |                  |  |
|                |                                   |                                     |                              |                             |                         |                                             |                           |                                                                           |                                                                   |                                                                             |                                                       |                  |  |

| Code de l'OTAN | OR-1                                | OR-2                                 | OR-3                                  | OR-4                      | OR-5                           | OR-6                      | OR-7                       | OR-8                                | OR-9                            |  |
| -------------- | ----------------------------------- | ------------------------------------ | ------------------------------------- | ------------------------- | ------------------------------ | ------------------------- | -------------------------- | ----------------------------------- | ------------------------------- |  |
| Insigne        | Canada Air Force, Aviateur (recrue) | Canada Air Force, Aviateur (de base) | Canada Air Force, Aviateur (qualifié) | Canada Air Force, Caporal | Canada Air Force, Caporal-chef | Canada Air Force, Sergent | Canada Air Force, Adjudant | Canada Air Force, Adjudant-maître   | Canada Air Force, Adjudant-chef |  |
| Titre          | Aviateur ou Aviatrice (recrue)      | Aviateur ou Aviatrice (de base)      | Aviateur ou Aviatrice (qualifié)      | Caporal ou Caporale       | Caporal-chef ou Caporale-chef  | Sergent ou Sergente       | Adjudant ou Adjudante      | Adjudant-maître ou Adjudante-maître | Adjudant-chef ou Adjudante-chef |  |
| Abréviation    | avr(r)                              | avr(b)                               | avr(q)                                | cpl                       | cplc                           | sgt                       | adj                        | adjum                               | adjuc                           |  |